# Peur sur le lac
Le Tueur du lac
Peur sur le lac est une série télévisée de thriller policier franco-belge réalisée par Jérôme Cornuau et diffusée en Belgique à partir du 5 janvier 2020 sur La Une, en Suisse à partir du 7 janvier 2020 sur RTS 1 et en France à partir du 9 janvier 2020 sur TF1.
La série est une coproduction d'Elephant Story, d'AT-Production et de la RTBF (télévision belge).

## Synopsis
Un virus mystérieux et mortellement contagieux menace les habitants d'Annecy. Malheureusement, plus le temps passe et plus le nombre de victimes augmente. Pour combattre cette épidémie, une seule solution : trouver son origine pour arrêter sa propagation le plus tôt possible.

## Distribution
- Julie de Bona : Lise Stocker
- Lannick Gautry : Clovis Bouvier
- Sylvie Testud : Alice Wagner
- Clotilde Courau : Claude Berteuil
- Anne Charrier : Manon Carrère
- Bruno Debrandt : Abel Verdan
- Pierre Perrier : Mathias Weber
- Lola Dewaere : Mathilde Lamy
- Joyce Bibring : Noémie Bernier
- Juliette Roudet : Laura Berthier
- François Feroleto : Darius Milanian
- Bruni Makaya : Issa
- Justine Le Pottier : Marina Cremer
- Michaël Cohen : Thomas Duret
- Cécile Rebboah : Cécile Boras
- Matthias Van Khache : Marc Feldman
- Frédéric Chau : Jean Cheng
- Olivier Saladin : le père de Cécile
- Catherine Hosmalin : la mère de Cécile
- Frédéric Bouraly : Préfet Pascal Baume
- Juliette Plumecocq-Mech : la Procureur Jeanne Tardieu
- Franck Adrien : Joël Breton
- Xavier Mathieu : Xavier Borde

## Épisodes
Les épisodes, sans titre, sont numérotés de 1 à 6.

## Production

### Genèse et développement
La série est une coproduction d'Elephant Story, d'AT-Production et de la RTBF (télévision belge),.
La mini-série met en scène les mêmes personnages que Le Mystère du lac (diffusée en 2015) et Le Tueur du lac (diffusée en 2017). 
La mini-série a été diffusée seulement quelques jours avant la détection du premier cas de Covid-19 en France.

### Tournage
Le tournage a lieu de juin à août 2019 à Annecy et ses environs,.

### Fiche technique
- Titre original : Peur sur le lac
- Réalisation : Jérôme Cornuau
- Scénario : Jérôme Cornuau, Nicolas Douay, Didier Le Pêcheur, Yann Brion et Laurent Burtin
- Musique : Armand Amar
- Montage : Quentin Boulay et Brian Schmitt
- Production : Guillaume Renouil
- Société de production : Elephant Story, AT-Production et la RTBF (télévision belge)[1],[2]
- Société de distribution : TF1 Diffusion
- Pays de production :  France /  Belgique
- langue originale : français
- Format : couleur
- Genre : thriller policier
- Durée : 6 x 52 minutes
- Dates de première diffusion :
  - Belgique : 5 janvier 2020 sur La Une[3]
  - Suisse : 7 janvier 2020 sur RTS 1
  - France : 9 janvier 2020 sur TF1

## Accueil

### Audiences et diffusion

#### En France
| No | Titre     | Première diffusion | Première diffusion                                       |
| No | Titre     | Date               | Audience en France (en nombre de téléspectateurs) et PDA |
| -- | --------- | ------------------ | -------------------------------------------------------- |
| 1  | Épisode 1 | 9 janvier 2020     | 5,89 millions (26,9 %)                                   |
| 2  | Épisode 2 | 9 janvier 2020     | 5,16 millions (26,9 %)                                   |
| 3  | Épisode 3 | 16 janvier 2020    | 4,86 millions (22,6 %)                                   |
| 4  | Épisode 4 | 16 janvier 2020    | 4,08 millions (25,0 %)                                   |
| 5  | Épisode 5 | 23 janvier 2020    | 5,00 millions (22,7 %)                                   |
| 6  | Épisode 6 | 23 janvier 2020    | 4,42 millions (25,9 %)                                   |

#### En Belgique
| No | Titre     | Première diffusion | Première diffusion                                  |
| No | Titre     | Date               | Audience en Belgique (en nombre de téléspectateurs) |
| -- | --------- | ------------------ | --------------------------------------------------- |
| 1  | Épisode 1 | 5 janvier 2020     | 492 940                                             |
| 2  | Épisode 2 | 5 janvier 2020     | 492,940                                             |
| 3  | Épisode 3 | 12 janvier 2020    | 462 056                                             |
| 4  | Épisode 4 | 12 janvier 2020    | 462 056                                             |
| 5  | Épisode 5 | 19 janvier 2020    | 459 904                                             |
| 6  | Épisode 6 | 19 janvier 2020    | 459 904                                             |

### Accueil critique
Moustique trouve que « les premières minutes de l'épisode initial sont assez brouillonnes, il faut s'accrocher : les scènes, les personnages et les intrigues se multiplient et il convient de garder toute sa concentration pour faire la distinction entre tous » mais le journaliste note que « le scénario tranche avec les séries classiques puisque la gendarmerie fait face à un authentique risque de pandémie ». Il conclut : « Avec six épisodes bien balancés, la mission "originalité" est réussie ».